# Vreeland (plantage)
Vreeland, ook bekend als Vreewijk, is een voormalige suikerplantage aan de Surinamerivier in de kolonie Suriname.

## Plantage
De plantage was gelegen aan de Suriname rechts in het afvaren; grenzend stroomopwaarts aan de houtgrond Laarwijk, stroomafwaarts aan de suikerplantage Petersburg.
In 1819 was de plantage 910 Surinaamse akkers groot, ongeveer 391 hectare. Er werd toen suikerriet verbouwd. Mogelijk werd later ook koffie en/of cacao verbouwd en citrusvruchten gekweekt.
In 1859 was J. Monsanto directeur en tevens 1e luitenant van de gewapende burgermagt.

## Eigendomssituaties
(naar jaar)
- 1737: Is. Labbadie
- 1770: Weduwe I. de Crepi
- 1819: Erv. J. Rocheteau
- 1824: Fonds W.G. Deutz
- 1863: 't Fonds W.G. Deutz, onder directie van Jan en Theodorus van Marselis. Tot dit fonds, opgericht in 1753, behoorden ook de plantages La Paix, Johannesburg en Alyda (voor 1/6 deel).

## Emancipatie
Bij de afschaffing van de slavernij in Suriname in 1863 werden op Vreeland  267 slaven vrijgemaakt, waarbij 90 nieuwe familienamen werden geboekstaafd, te weten: Alsteen, Amdel, Ammo, Appel, van As, Asthers, de Baas, Bal, Balt, Beek, Beers, Bierman, Biesen, Bisdom, Bleijenhof, Blommert, Boeserman, Bor, Borns, Bosse, Bril, Brison, Burnet, Burok, Bus, Cater, Distel, Dordt, Duron, Engel, Essen, Flink, Groen, Haarlem, Halm, Harlingen, Harp, Heye, Hoek, Hooten, Kerk, Kies, Klant, Kom, Kooi, Kreeger, Krens, Kruik, Kruijf, Leem, Leer, Leth, Liemp, Lier, Linder, Loef, Maatsen, Mees, Meeuw, Merser, Moesant, Molen, Nacker, Naiman, Neer, Neide, Nering, Noorden, Osse, Peers, Plant, Port, Pot, Pregtop, Rek, Roots, Rupsel, Rijm, Sacco, Samsen, Sont, Spier, Staaf, Stolks, Tummel, Vanger, Veld, Vischman, Weide, Zaag.